# Pilkuse
Pilkuse är en ort i Estland. Den ligger i Otepää kommun och landskapet Valgamaa, i den södra delen av landet, 190 km sydost om huvudstaden Tallinn. Pilkuse ligger 132 meter över havet och antalet invånare är 138.
Terrängen runt Pilkuse är platt. Runt Pilkuse är det glesbefolkat, med 17 invånare per kvadratkilometer. Närmaste större samhälle är Otepää, 2,7 km väster om Pilkuse. I omgivningarna runt Pilkuse växer i huvudsak blandskog.